# Cerrito de Santa Cecilia
Cerrito de Santa Cecilia är en ort i Mexiko.   Den ligger i kommunen Dolores Hidalgo och delstaten Guanajuato, i den centrala delen av landet, 260 km nordväst om huvudstaden Mexico City. Cerrito de Santa Cecilia ligger 1 957 meter över havet och antalet invånare är 373.
Terrängen runt Cerrito de Santa Cecilia är platt åt sydost, men åt nordväst är den kuperad. Runt Cerrito de Santa Cecilia är det ganska tätbefolkat, med 96 invånare per kvadratkilometer. Närmaste större samhälle är Dolores Hidalgo, 7,3 km norr om Cerrito de Santa Cecilia. Trakten runt Cerrito de Santa Cecilia består i huvudsak av gräsmarker.